# Стопа
Стопа́ (лат. pes) — дистальный (дальний) отдел конечности стопоходящих четвероногих, представляет собой свод, который непосредственно соприкасается с поверхностью земли и служит опорой при стоянии и передвижении.

## Стопа человека

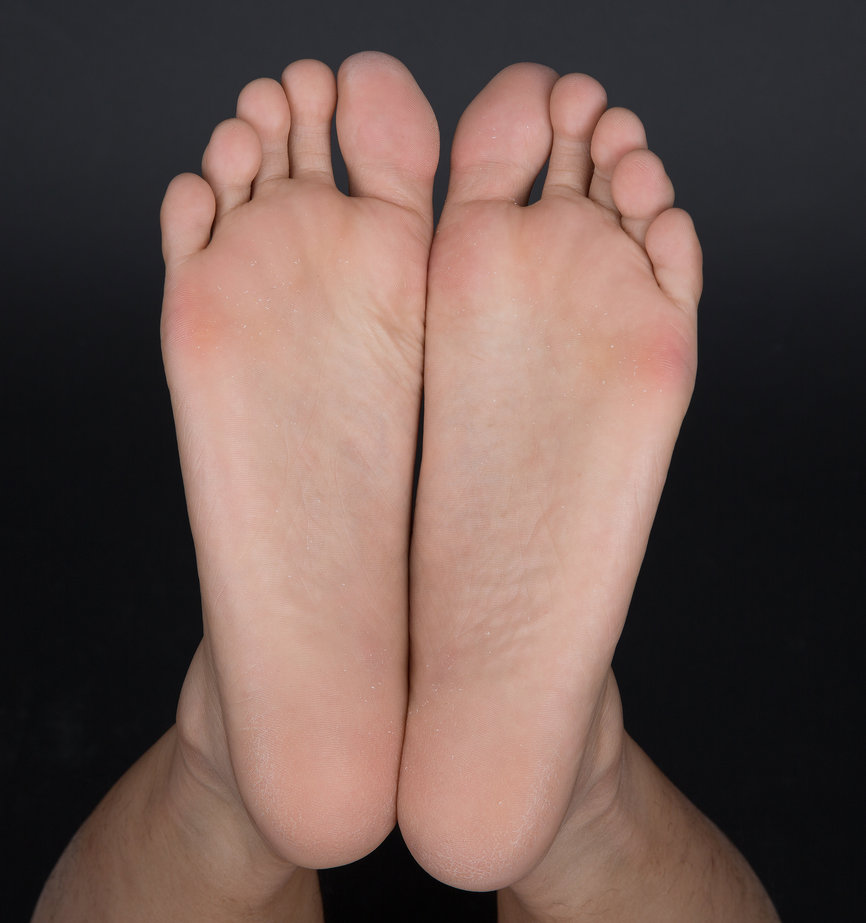
Подошвы стопы

Стопа человека является самым нижним отделом нижней конечности. Часть стопы, непосредственно соприкасающаяся с поверхностью земли, называется ступнёй или подошвой, противоположную ей верхнюю сторону называют тыльной стороной стопы. Стопа в целом имеет сводчатую конструкцию, не неподвижную, а благодаря сочленениям, обладающую гибкостью и эластичностью. По костной структуре стопа делится на предплюсну, плюсну и фаланги

### Внешняя морфология стопы человека
Внешняя морфология ступни отражает костную структуру и делится на передний, средний и задний отделы. В переднем различают пальцы и со стороны подошвы — подушечку стопы, к среднему отделу относят свод стопы, а задний со стороны подошвы образует пятку.
Свод — та часть стопы, которая со стороны подошвы в норме не касается земли, а с тыльной стороны образует подъём ступни. Выпуклую часть свода составляют пять плюсневых костей, находящиеся в теле стопы, внешние продолжения этих костей образуют пальцы и называются фалангами. Подушечка стопы находится в самой нижней части свода перед пальцами и предохраняет суставы от ударов. Крайние пальцы ног человека, по аналогии с пальцами руки, называются большой палец (hallux) и мизинец, а остальные три называют номерами II , III, IV, начиная счёт с большого пальца. Обобщённый участок свода и пятки могут называть предплюсной, а пальцы с подушечкой носком или мыском.
Кожа подошвы толстая, грубая, лишена волос и богата потовыми железами. Кожа тыльной поверхности эластична, легко смещается, поэтому при любых воспалительных процессах отёчность появляется на тыле стопы. Поверхность подошвы только отчасти воспроизводит и отражает находящуюся под ней костную структуру. Это происходит оттого, что на поверхности стопы находится большое количество жировых подушек, а поверхность стопы покрыта толстой кожей. Овальной формы подушечки представляют собой подошвенные окончания пальцев. Их появление связано с присутствием на подошве жировых подушек, с которыми они находятся в контакте (когда пальцы не растянуты в стороны) через поперечный край ступни. Подушечка большого пальца более плоская, широкая и отделяется от ноги чётко прорезанной складкой. Большой палец отделён от прочих глубоким швом, он увенчан мощным ногтем, а ось пальца смещена немного вбок. Большой палец лежит ровно, остальные имеют сводчатое строение. Длина пальцев постепенно уменьшается от большого к мизинцу. Иногда самым длинным оказывается второй палец.
По длине пальцев у людей различают три типа стопы: «египетский тип», когда самый длинный большой палец; «греческий тип» — большой и третий палец уступают по длине второму; «римский тип» — все пальцы примерно одинаковой длины.
В задней части подошва имеет сглаженную форму в месте, прилегающем к пятке, в передней части, а также с боков и по мере приближения к пальцам. У края подошва имеет выпуклую форму и соединяется со средней поверхностью стопы.
В местах, служащих для опоры костей: на пятке, на головках плюсневых костей, на ногтевых фалангах между костями и внешними покровами залегает жировая ткань, защищающая кость от давления извне. На уровне головок плюсневых костей по поперечный край представляет собой жировую подушку, которую также называют подушечкой стопы. Глубокая складка прочерчивает его перед подошвенной поверхностью пальцев, прерываясь отдельными межпальцевыми пространствами. От этого пальцы кажутся более короткими со стороны подошвы по отношению к своим размерам с тыльной стороны. Задняя часть пальцев позволяет рассмотреть ширину фаланговых суставов, некоторое количество поперечных кожных складок и небольшие пластины ногтей. Передний и задний отделы стопы соединены в единую кинематическую цепь мощным эластичным сухожилием — подошвенным апоневрозом, который подобно пружине возвращает распластанный под нагрузкой свод стопы. Подошвенный апоневроз прикреплён с одной стороны к бугру пяточной кости, а с другой стороны — к дистальным отделам плюсневых костей.
Таким образом, скелет, мышцы и другие мягкие ткани создают форму стопы, которая в зависимости от индивидуальности, возраста и пола может иметь или ясно выраженный конструктивный тип (стопа взрослого худощавого мужчины), или тип, в котором конструкция сглажена (нога молодой женщины), или тип в котором конструкция выражена ещё меньше (нога ребёнка).

### Функции стопы человека

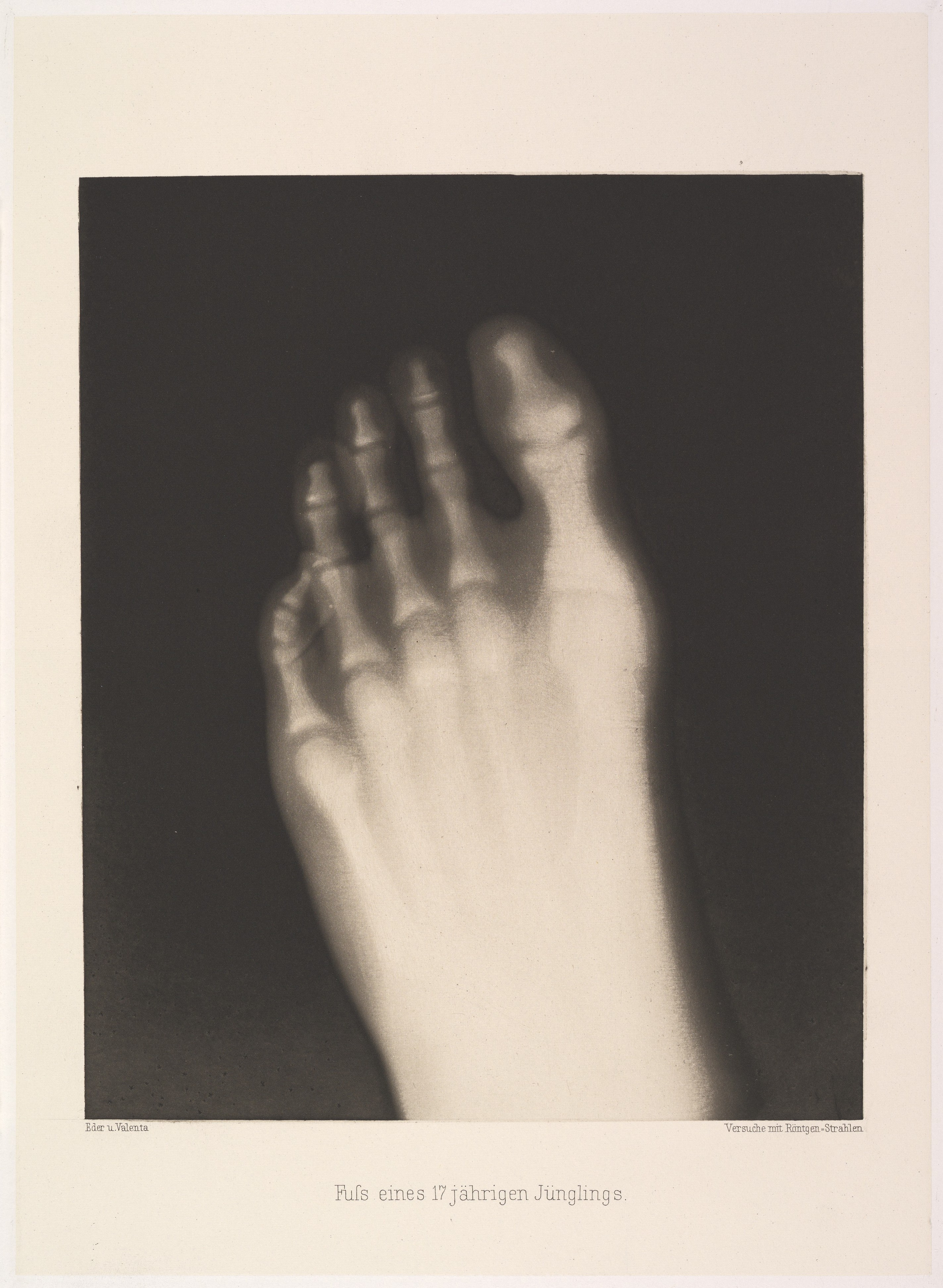
Рентгеновский снимок пальцев ступни человека
(фото Эдуард Валента)

Основные функции стопы — удерживать массу тела и обеспечение движения тела в пространстве.
Человек является стопоходящим. Стопа человека имеет три точки костной опоры, две располагаются в переднем отделе стопы и одна в заднем: при ходьбе первой с поверхностью соприкасается пятка, затем боковой край стопы, подушечка подошвы и большой палец. Пальцы обычно служат опорой только во время движений и при наклоне вперёд. Стоящий человек свободно может приподнять пальцы обеих ног, не нарушив равновесия.
При ходьбе на пальцах степень устойчивости зависит от длины пальцев: при сравнительно одинаковой длине пальцев вся тяжесть тела распределяется на большую площадь опоры; если длина медиальной части продольного свода значительно больше длины латеральной части (большой палец стопы очень длинный), нагрузка приходится на ограниченную площадь опоры.
Передняя часть стопы, особенно в области пальцев подвижна и сжимаема. По положению переднего отдела относительно заднего, стопы могут быть разделены на прямые, приведённые и отведённые. Кроме того, стопа может скручиваться вдоль продольной оси, а её наружный и внутренний края приподниматься.
Суставы плюсны позволяют совершать:
- Сгибание стопы назад. Участвуют передняя большеберцовая мышца, передняя малоберцовая, длинный разгибатель пальцев, длинный мускул, разгибающий большой палец.
- Сгибание подошвы. Участвуют: задняя большеберцовая мышца, длинный сгибатель пальцев, длинный мускул, сгибающий большой палец, длинная малоберцовая мышца, короткая малоберцовая мышца.
- Вращение в средней плоскости, или приведение. Участвуют: передняя большеберцовая мышца, задняя большеберцовая мышца, длинный сгибатель пальцев, длинный мускул, сгибающий большой палец.
- Боковое вращение или отведение. Участвуют: длинная малоберцовая мышца, короткая малоберцовая мышца, длинный разгибатель пальцев.
- Сгибание. Участвуют: длинный сгибатель пальцев, длинный мускул, сгибающий большой палец, короткий сгибатель мизинца. Возможно при помощи суставов пальцев.
- Разгибание. Участвуют: длинный разгибатель пальцев, длинный мускул, разгибающий большой палец, короткий разгибатель пальцев. Возможно при помощи суставов пальцев.

### Следы и кожные узоры подошвы
Следы стоп человека изучаются в криминалистике.
След босой ноги образуется подошвой ступни, особый интерес в котором представляет папиллярный узор. Для папиллярного узора подошвы стопы характерно наличие таких же деталей папиллярного узора, как и для поверхности ладоней и пальцев рук.
Папиллярные узоры подошв человека изучаются антропологами. См. Дерматоглифика.

### Анатомия стопы человека

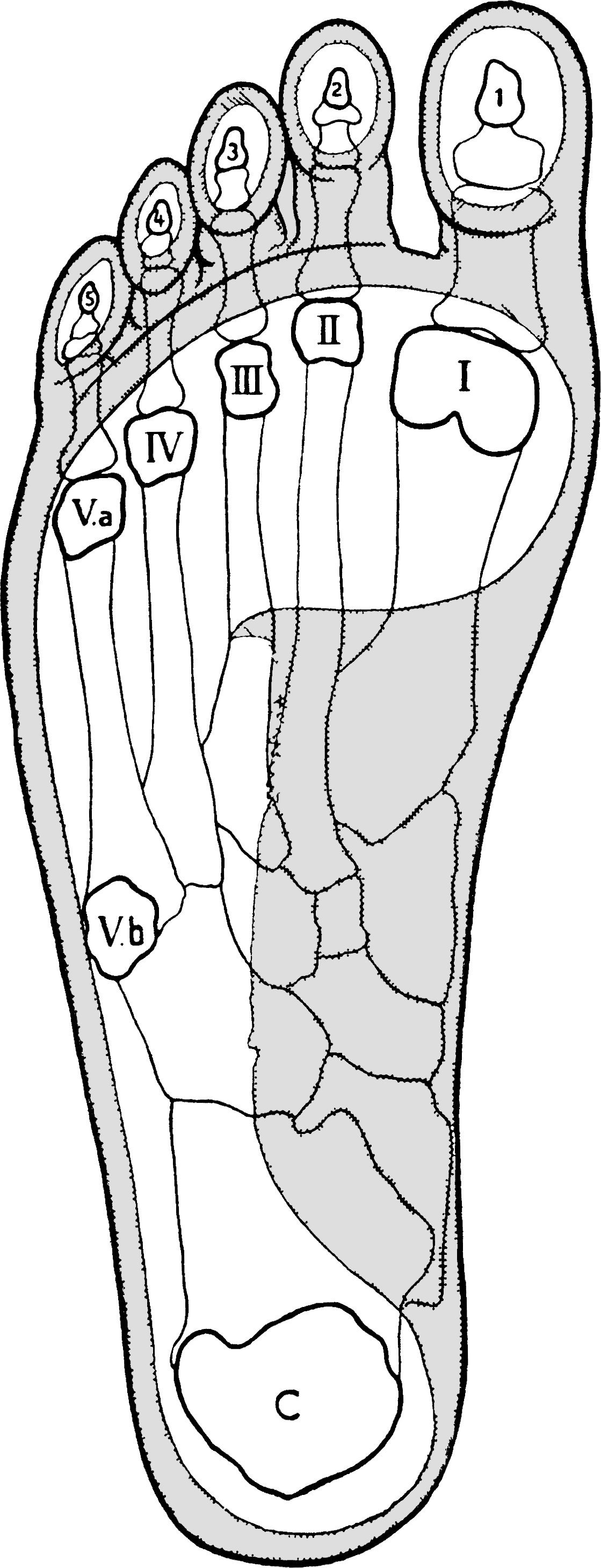
Скелет человеческой стопы с пронумерованными пальцами

Кости стопы протягиваются от кончиков пальцев до пятки, объединяясь в теле стопы. Передний отдел стопы состоит из плюсны и пальцев, а задний — образован костями предплюсны. Пальцы ног включает фаланги скелета стопы. Плюсневые кости и фаланги похожи на пясти и фаланги руки, но менее развиты ввиду их меньшей подвижности.
Всего в теле человека насчитывается 208 костей, 52 кости находится в стопах, что составляет четвёртую часть от всех костей тела.

#### Скелет стопы
Стопа человека включает 26 костей, которые образуют отделы:
- Предплюсна (лат. tarsus) — 7 костей проксимального отдела стопы, соединяющихся с костями плюсны́.
  - Таранная (лат. talus);
  - Пяточная (лат. calcaneus);
  - Ладьевидная (лат. os naviculare);
  - Латеральная клиновидная (лат. os cuneiformis lateralis);
  - Промежуточная клиновидная (лат. os cuneiformis intermedium);
  - Медиальная клиновидная (лат. os cuneiformis medialis);
  - Кубовидная (лат. os cuboideum);
- Плюсна́ (лат. metatarsum) — 5 коротких трубчатых костей стопы, расположенных между предплюсной и фалангами пальцев.
- Фаланги (лат. phalanx) — 14 коротких трубчатых костей, составляющих сегменты пальцев стопы. Две фаланги образуют большой палец, остальные пальцы состоят из трёх фаланг.

#### Суставы стопы
Суставы стопы:
- Таранно-пяточный (лат. articulatio talocalcanea);
- Таранно-пяточно-ладьевидный (лат. articulatio talocalcaneonavicularis);
- Пяточно-кубовидный (лат. articulatio calcaneocuboidea);
- Поперечный сустав предплюсны (лат. articulatio tarsi transversa);
- Плюсне-предплюсневые (лат. articulationes tarsometatarseae);
- Плюснефаланговые (лат. articulationes metatarsophalangeae);
- Межфаланговые (лат. articulationes interphalangeae).

#### Мышцы стопы
На стопе различают тыльные и подошвенные мышцы.
К мышцам тыла стопы относятся:
- Короткий разгибатель пальцев (лат. extensor digitorum brevis) — разгибает плюснефаланговые суставы II—IV пальцев и отводит их кнаружи.
- Короткий разгибатель большого пальца (лат. extensor hallucis brevis) — разгибает большой палец и тянет его кнаружи.

На подошвенной поверхности стопы, так же как и на ладонной поверхности кисти, расположены три группы мышц: медиальная, образующая возвышение большого пальца, латеральная, образующая возвышение мизинца, и средняя группа мышц, расположенная между ними. Возвышение большого пальца стопы образуется тремя короткими мышцами, производящими сгибание, отведение и приведение большого пальца стопы.
К мышцам подошвы стопы относятся:
- Отводящая мизинец (лат. abductor digiti minimi) — отводит и сгибает мизинец.
- Короткий сгибатель пальцев (лат. flexor digitorum brevis) — сгибает пальцы.
- Отводящая большой палец (лат. abductor hallucis) — сгибает и отводит большой палец, укрепляет медиальную часть свода стопы.
- Короткий сгибатель большого пальца (лат. flexor hallucis brevis) — сгибает большой палец.
- Червеобразные (лат. lumbricales) — сгибают проксимальные фаланги пальцев и тянут их в сторону большого пальца.
- Короткий сгибатель мизинца (лат. flexor digiti minimi brevis) — сгибает мизинец, отводит его в сторону и укрепляет продольный свод стопы.

Мышцы между плюсневыми костями:
- Тыльные межкостные (лат. interossei dorsales) — сгибают проксимальные, незначительно разгибают средние и дистальные фаланги II—IV пальцев, отводят II палец в обе стороны, III и IV в сторону мизинца, укрепляют свод стопы.

Подошвенные мышцы человека в свою очередь делят на мышцы возвышения большого пальца, мышцы возвышения малого пальца (мизинца) и мышцы срединного возвышения.

### Культура и обычаи, связанные со стопами человека
В европейской и японской культурах вне помещения принято покрывать стопы обувью, в основном для предохранения их от ранения. Защитной функцией обладает обувь: сандалии, туфли, полуботинки, ботинки и сапоги. Существуют различия в предпочтениях в ношении обуви в помещении. В некоторых странах Европы, Канаде и Новой Зеландии принято разуваться при входе в дом. В Японии традиция снимать обувь при входе в помещение столь распространена, что напольное покрытие специально делают мягким.
В Китае с начала X до начала XX веков существовал обычай бинтования ног. Девочкам ломали все пальцы ног, кроме большого, а также прилегающие к ним кости, затем перевязывали ступни полоской материи и заставляли ходить в обуви малого размера, от чего ступни значительно деформировались, часто лишая возможности ходить в будущем.

### Области науки, посвящённые стопам человека
Человеческим стопам посвящено немало научных и околонаучных областей знаний. Область медицины, занимающаяся здоровьем человеческих стоп, называется подиатрией.
Существенное место отводится человеческим стопам в танцах, единоборствах, обувной промышленности, отдельные аспекты рассматриваются в физической культуре, пластической анатомии, криминалистике

### Аномалии стопы человека
- Аномалии супинации/пронации стопы: Плоскостопие, Полая стопа, Конская стопа.
- Аномалии пальцев: Синдактилия, Полидактилия.
- Брахиметатарзия.